# Andrij Nesmatsjnyj
Andrij Mykolajovytsj Nesmatsjnyj (Oekraïens: Андрій Миколайович Несмачний) (Brjansk, 28 februari 1979) is een Oekraïense voormalig voetballer die voornamelijk speelde als verdediger. Op zijn zesde begon hij met voetbal. Hij verruilde in 1997 de jeugd van Tavrija Simferopol voor FC Dynamo Kiev en bleef vervolgens tot het einde van zijn actieve carrière in 2011 in dienst van de club. Nesmatsjnyj was van 2000 tot en met 2009 international in het Oekraïens voetbalelftal, waarvoor hij 67 wedstrijden speelde. Hij maakte deel uit van de nationale selectie op het wereldkampioenschap voetbal 2006, het eerste WK waaraan Oekraïne meedeed.
Een carrièreswitch
In 2009 koos Andrij voor een andere carrière. Hij dacht dat hij gelukkig werd van roem en geld. Kijk naar de video Andrij Nesmatsjny: Ik leefde voor voetbal om te zien welke keuze hij maakte en waarom hij dat deed.

## Erelijst
- 4x Landskampioen (2000, 2001, 2003, 2004, 2007)
- 3x Bekerwinnaar (2000, 2003, 2005, 2006, 2007)